# یدیک اسید
یدیک اسید (به انگلیسی: Iodic acid) با فرمول شیمیایی HIO۳ یک ترکیب شیمیایی با شناسه پاب‌کم ۲۴۳۴۵ است. که جرم مولی آن ۱۷۵٫۹۱ g/mol می‌باشد. شکل ظاهری این ترکیب، جامد سفید است.